# Stolă

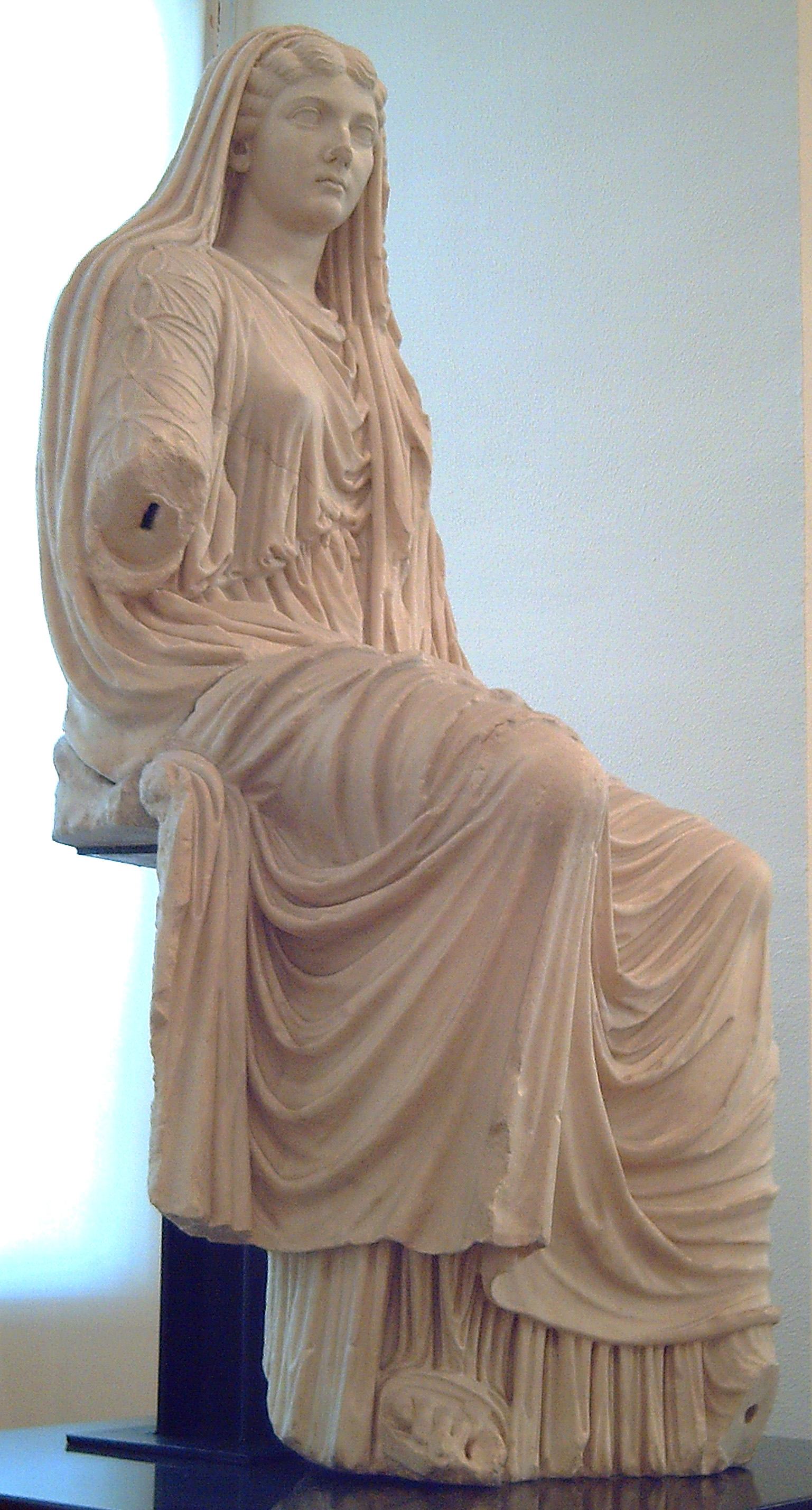
Statuia Liviei Drusilla purtând o stola și o palla.

Stola este o rochie largă și lungă până în pământ, care se strângea pe corp cu două cordoane, unul pe sub sâni, altul deasupra șoldurilor, purtată de matroanele romane.